# Étienne Giraud
Pour les articles homonymes, voir Étienne Giraud (homonymie) et Giraud.
Étienne-Stanislas Giraud, né en avril 1779 à Paris et mort le 28 février 1804 au Havre, est un officier de marine français membre de l'Expédition Baudin.

## Biographie
Il participa en tant qu'aspirant de première classe à l'expédition vers les Terres australes que conduisit Nicolas Baudin au départ du Havre à compter du 19 octobre 1800. Embarqué à bord du navire Naturaliste, il a laissé son nom au cap appelé pointe Giraud et au récif Giraud, ainsi dénommés par l'expédition en 1801.
À sa mort prématurée en 1804, Étienne-Stanislas Giraud servait toujours dans la Marine en qualité d'enseigne de vaisseau.